# Jean Favre
Pour les articles homonymes, voir Favre.
Jean Favre, né le 19 juillet 1921 à Langres et mort le 22 novembre 2000 à Langres, est un peintre et un homme politique français.

## Biographie

### Études
Il fait ses études à l'École des beaux-arts de Dijon puis à l'école Boulle.

### Carrière politique
Il est député de la première circonscription de la Haute-Marne de 1967 à 1978, maire de Langres de 1959 à 1977 et conseiller général du canton de Langres de 1961 à 1992.
Alors qu'il siège au Palais-Bourbon, et qu'il est en train de dessiner Raymond Barre qui est à la tribune, il se fait remarquer par un journaliste de Paris Match.

### Activités culturelles
Dessinateur et peintre, Jean Favre a toujours, avant, pendant et après sa carrière politique, mené ses activités artistiques à titre privé, exposant de temps à autre.
Par ailleurs féru de patrimoine et d’Histoire locaux, il crée, en 1990, l’association des Amis de l’Abbaye de Morimond, qui entreprend de restaurer, entretenir et promouvoir le site.